# A. B. Yehoshua
Avraham Yehoshua (hébreu : אברהם בולי יהושע), dit Boolie, connu également sous le nom d’A. B. Yehoshua, né le 19 décembre 1936 à Jérusalem (Palestine mandataire) et mort le 14 juin 2022 à Tel Aviv (Israël), est un écrivain israélien.

## Biographie
Avraham Yehoshua appartient à la cinquième génération de juifs sépharades installés en Israël. Après des études universitaires à l'université hébraïque de Jérusalem, il commence une carrière d'enseignant. De 1963 à 1967, il réside à Paris. Il rejoint l'université de Haïfa en 1972.
Avraham Yehoshua a embrassé une carrière d'écrivain dès la fin de son service militaire dans Tsahal. Il a écrit de nombreux romans, et est considéré comme l'un des plus brillants auteurs contemporains en Israël.
Avraham Yehoshua s'est également engagé en faveur du processus de paix israélo-palestinien, et a participé à l'initiative de Genève. Il a remporté le prix Bialik et le prix Israël, ainsi que le Los Angeles Times Book Prize en 2006. Cependant, dans le contexte de l’Intifada d'Al-Aqsa, il déclare dans des interviews qu’il ne faut pas faire confiance aux Palestiniens, et dans une pétition du 2 janvier 2001 publiée par Haaretz, il affirme son opposition au droit au retour des réfugiés palestiniens.
Il reçoit le prix Médicis étranger 2012 pour son roman Rétrospective paru aux éditions Grasset.

## Position vis-à-vis de la Palestine et de Gaza
Lors d'une interview accordée au quotidien italien La Repubblica le 22 novembre 2012, Avraham Yehoshua a appelé Israël à « cesser de fournir de l’électricité et de faire passer de la nourriture ». Durant la même interview, il a également demandé au gouvernement israélien d'agir à Gaza comme avec un pays ennemi.

En 2018, il précise sa position pour le processus de paix. Il est partisan d'un état binational. Il précise aussi sa position vis-à-vis de Gaza : 

« A Gaza, Israël a mené une politique de désengagement : les colons ont été évacués, les localités ont été rendues, et l’armée israélienne s’est retirée de l’enclave. Or, au lieu de réhabiliter la bande de Gaza ainsi que ses camps de réfugiés, ou de recevoir une aide exceptionnelle des pays riches du monde arabe, le régime du Hamas a commencé à se réarmer en missiles, et à creuser des tunnels d’attaques contre Israël. Il s’est de surcroît débarrassé des responsables de l’Autorité Palestinienne présents sur place.
Cette situation a dissuadé Israël de toute possibilité de désengagement supplémentaire en Cisjordanie. Les gens du Hamas sont responsables du gel du processus de paix. »

## Œuvres
- Trois jours et … un enfant, nouvelles israéliennes, Paris, Denoël, 1974, trad. de l'anglais par Claire Malroux[9].
- L'Amant (HaMeAHev), Paris, Calmann-Lévy, 1977[10].
- Un divorce tardif (roman), Paris, Calmann-Lévy, 1983[11].
- Au début de l'été 1970 (nouvelles), Paris, Calmann-Lévy, 1980[12] (traduit de "Bi-teḥilat ḳayits--1970").
- Deux nouvelles, Jérusalem, World zionist organization, 198?[Quand ?][13].
- Monsieur Mani (Mar Mani) (roman), Paris, Calmann-Lévy, 1990[14].
- Voyage au bout du millénaire, 1997.
- La Mariée libérée (Hakala Hameshakhrereth), 2001[15].
- Voyage vers l'An Mil, Paris, Librairie Générale Française, 2003[16].
- Comment construire un code moral sur un vieux sac de supermarché : éthique et littérature, Paris, Tel Aviv, L'Eclat, 2004[17].
- Le responsable des ressources humaines : passion en trois actes, Paris, Librairie Générale Française, 2007[18].
- Un feu amical, Paris, Librairie générale française, 2008, traduit de l'hébreu par Sylvie Cohen[19],[20].
- Israël : un examen moral (recueil d'essais), Paris, Calmann-Lévy[21].
- Le Directeur des ressources humaines (roman), Paris, Calmann-Lévy.
- Rétrospective (roman), Paris, Grasset, 2012 - Prix Médicis étranger - Prix du Meilleur livre étranger[22].
- La Figurante (roman), Paris, Grasset, 2016[23].
- Le Tunnel, Paris, Grasset, 2019,  (ISBN 2246818265).
- La Fille unique, Paris, Grasset, 2022,  (ISBN 2246829984).

Avraham B. Yehoshua a également écrit la préface de l'ouvrage d'Émile H. Malet : Freud et l'homme juif : la claire conscience d'une identité intérieure, suivi d'un petit catalogue de citations à propos de Freud et le judaïsme, Paris, Campagne Première, 2016.